# Lajeosa e Forcalhos
Lajeosa e Forcalhos (llamada oficialmente União das Freguesias de Lajeosa e Forcalhos) es una freguesia portuguesa del municipio de Sabugal, distrito de Guarda.

## Historia
Fue creada el 28 de enero de 2013 en aplicación de una resolución de la Asamblea de la República de Portugal promulgada el 16 de enero de 2013 con la unión de las freguesias de Forcalhos y Lajeosa, pasando su sede a estar situada en la antigua freguesia de Lajeosa.

## Demografía
| Gráfica de evolución demográfica de Lajeosa e Forcalhos entre 2011 y 2021 |
|                                                                           |
| Datos según el nomenclátor publicado por el INE portugués.                |